# 슬리퍼 앤 더 로즈
슬리퍼 앤 더 로즈(The Slipper And The Rose)는 영국에서 제작된 브라이언 포브스 감독의 1976년 영화이다. 리차드 체임벌린 등이 주연으로 출연하였다.

## 출연

### 주연
- 리차드 체임벌린
- 젬마 크레이븐
- 아네트 크로스비

### 조연
- 에디스 에반스
- 크리스토퍼 게이블
- 마이클 홀든
- 마가렛 락우드
- 케네스 모어
- 줄리안 오차드

## 제작진
- 원조: 샤를 페로
- 미술: 레이 심
- 의상: 줄리 해리스
- 배역: 마이클 반스